# Psychotria antenniformis
Psychotria antenniformis är en måreväxtart som beskrevs av Julian Alfred Steyermark. Psychotria antenniformis ingår i släktet Psychotria och familjen måreväxter. Inga underarter finns listade i Catalogue of Life.